# Путинцево (Восточно-Казахстанская область)
Путинцево (каз. Путинцево) — село (в 1957—1997) — (посёлок городского типа) в Алтайском районе Восточно-Казахстанской области Казахстана. Входит в состав Малеевского сельского округа. Находится примерно в 15 км к северу от районного центра, города Алтай. Код КАТО — 634839500.

## Население
В 1999 году население села составляло 1732 человека (847 мужчин и 885 женщин). По данным переписи 2009 года, в селе проживало 945 человек (466 мужчин и 479 женщин).
В 2021 году население села составляет 496 человек (251 мужчин и 245 женщин).

## Географическое положение
Находится в 24 км к северу от Алтай (город, Казахстан) на берегу р. Хамир.

## Экономика
Путинцево носит имя бергайера Путинцево, в 1820 году открывшего рудное месторождение вблизи села. По данным переписи населения 1897 года в Путинцевском поселке Зыряновской волости проживало 496 человек. В 1928—1957 годах Путинцево было центром сельсовета. В годы СССР в Путинцево функционировали леспромхоз и пчеловодческий совхоз. В 1957 году Путинцево было переведено в разряд поселков городского типа. С распадом СССР предприятия были ликвидированы, посёлок Путинцево был понижен в статусе до села.

## Непроизводственная сфера
В селе имеется средняя школа, фельдшерско-акушерский пункт, почтовое отделение, 5 магазинов. В окрестностях села находится памятник археологии — древняя медная горная выработка эпохи бронзы.